# Phần tử (toán học)
Trong toán học, một phần tử của một tập hợp là bất kỳ một trong các đối tượng riêng biệt tạo nên tập hợp đó.

## Tập hợp
Viết {\displaystyle A=\{1,2,3,4\}} có nghĩa là các phần tử của tập hợp A là các số 1, 2, 3 và 4. Tập hợp một vài phần tử của A, ví dụ {\displaystyle \{1,2\}}, là tập con của A
Tập hợp cũng có thể trở thành phần tử. Ví dụ, hãy xem xét tập hợp {\displaystyle B=\{1,2,\{3,4\}\}}. Các phần tử của B không phải là 1, 2, 3 và   4. Thay vào đó, chỉ có ba phần tử nằm trong B, cụ thể là các số 1 và 2 và tập hợp {\displaystyle \{3,4\}}.
Các phần tử của một tập hợp có thể là bất cứ thứ gì. Ví dụ, {\displaystyle C=\{\mathrm {\color {red}{\text{đỏ}}} ,\mathrm {\color {green}{\text{lá cây}}} ,\mathrm {\color {blue}{\text{da trời}}} \}} là tập hợp có các phần tử là các màu đỏ, lá cây và da trời.

## Ký hiệu và thuật ngữ
Mối quan hệ "là một phần tử của" {\displaystyle x\in A}
có nghĩa là " x là một phần tử của A ".

## Ví dụ
Sử dụng các tập hợp ở trên, cụ thể là A = {1, 2, 3, 4}, B = {1, 2, {3, 4}} và C = {đỏ, xanh lá cây, xanh da trời}, ta có:
- {\displaystyle 2\in A}
- {\displaystyle 5\notin A}
- {\displaystyle \{3,4\}\in B}
- {\displaystyle 3\notin B}
- {\displaystyle 4\notin B}
- {\displaystyle {\text{vàng}}\notin C}